# Salif Keïta (football, 1975)
Pour les articles homonymes, voir Salif Keïta et Keïta.
Salif Keïta est un footballeur international sénégalais, né le 19 octobre 1975 à Dakar, évoluant au poste d'attaquant. 

## Biographie
Révélé à l'US Gorée au Sénégal, Keïta arrive au Germinal Ekeren en Belgique en 1991, y faisant très tôt ses débuts en première division. Après un passage à Cappellen avec lequel il est meilleur buteur de D2 belge en 1997, il fait son retour en première division avec le RC Genk puis le KV Courtrai l'année suivante, marquant respectivement 2 et 13 buts en 19 et 28 matchs. 
En 1999, il entame une carrière en deuxième division allemande, à Hanovre 96, 1. FC Union Berlin, SC Rot-Weiss Oberhausen, et TuS Coblence. Après des piges en Grèce et à Chypre, il rentre dans son pays natal, à l'AS des Douanes, en 2009.
Il compte dix sélections en équipe nationale entre 1998 et 2000, pour quatre buts.